# Islas Chincha

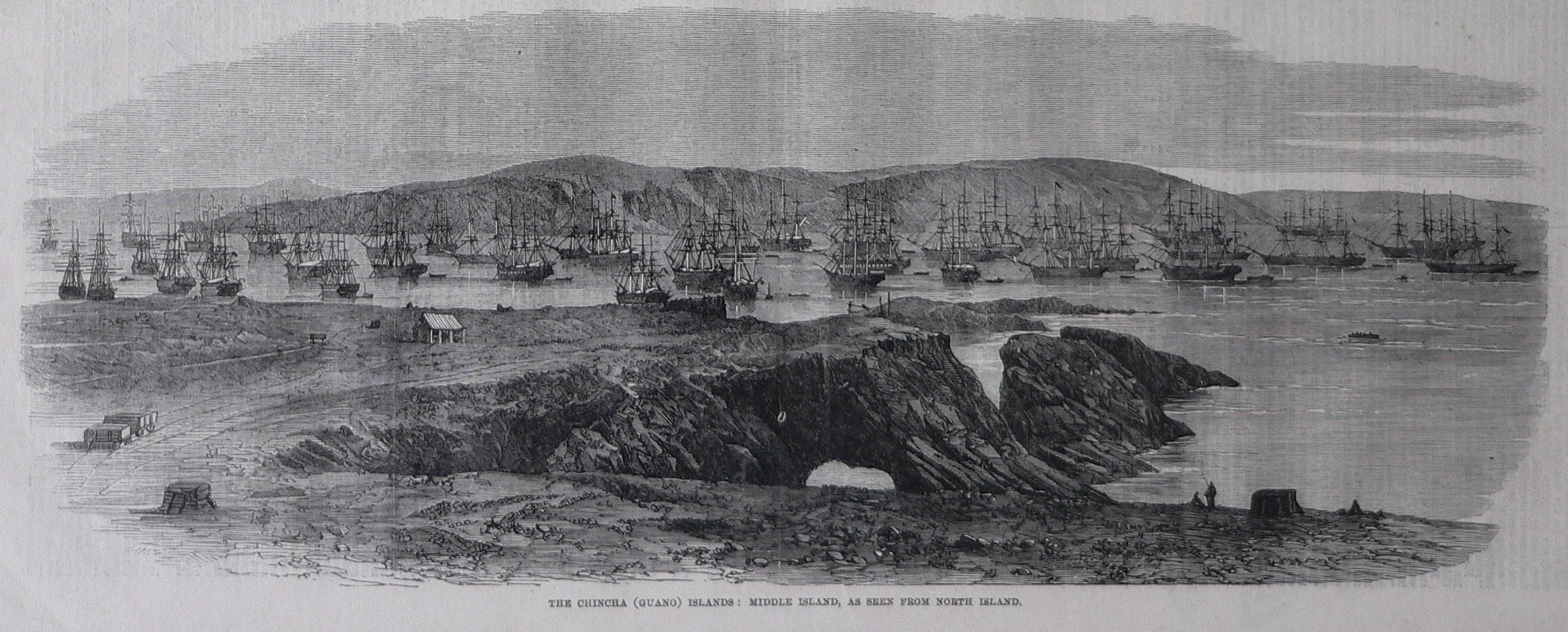
Nákladní lodě u ostrovů Chincha v době vrcholící těžby guána

Islas Chincha je souostroví tvořené třemi malými ostrovy, které se nachází 21 km od jihozápadního peruánského pobřeží. Jde o velké naleziště guána, avšak jeho zásoby byly vyčerpány kolem roku 1874. Největším ostrovem souostroví je Isla Chincha Norte, jehož délka dosahuje 1,3 km a šířka 1 km. Nejvyšší bod ostrova se nachází ve výšce 34 m n. m.. Téměř stejné velikosti dosahuje i jižnější ostrov Isla Chincha Centro, zatímco poslední Isla Chincha Sur je téměř poloviční. Ostrovy jsou převážně žulové a ze všech stran jsou útesy, na nichž hnízdí velké množství mořských ptáků.